# 나베시마 나오히로 (1846년)

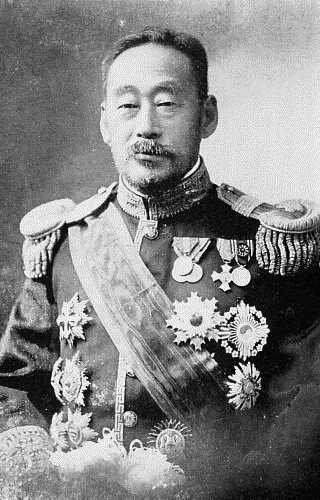
나베시마 나오히로 후작

나베시마 나오히로(일본어: 鍋島 直大)는 막말의 다이묘이다. 히젠 사가번 제11대 번주, 메이지 시대 및 다이쇼 시대의 관료이다. 작위는 후작. 사가 전 선대 번주 나베시마 나리마사(鍋島斉正)의 차남으로 메이지 유신 이전에는 모치자네(茂実)라는 이름을 사용하였다.

## 생애
1861년(분큐 1년)에 부친의 은거에 의하여 사가 번 제11대 번주가 되었다. 보신 전쟁에서는 사가 번의 병사를 지휘하였다.
그 후에 메이지 정부에 참여하였고, 1871년(메이지 4년)에 남동생 2명과 함께 영국으로 유학을 갔다. 1880년(메이지 13년)에 주 이탈리아 왕국 특명전권공사로 임명되었다. 1882년(메이지 15년)에 귀국하여 원로원의관, 궁중고문관, 귀족원의원, 황전강구소장(皇典講究所長) 등을 역임하였으며, 메이지 천황과 다이쇼 천황의 신뢰도 두터웠다.

## 가계
나오히로의 장녀 사에코(朗子)는 가가 마에다 후작가 초대 당주 마에다 도시쓰구(前田利嗣, 가가번 마지막 번주 마에다 요시야스(前田慶寧)의 장남)와 혼인, 2녀 이쓰코(伊都子)는 나시모토노미야 모리마사 왕과 혼인, 4녀 노부코(信子, 마쓰다이라 쓰네오(松平恆雄, 무쓰 아이즈번주 마쓰다이라 가타모리(松平容保)의 6남)의 부인)의 장녀 세쓰코(勢津子, 옛 이름은 節子)는 지치부노미야 야스히토 친왕과 혼인하였다. 6녀 도시코(俊子)는 옛 다카마쓰번주 마쓰다이라 요리토시 백작의 10남 마쓰다이라 유타카(松平胖, 다카마쓰 마쓰다이라 백작가)와 혼인하였다.